# Groupe de NGC 3281
Le groupe de NGC 3281 comprend au moins sept galaxies situées dans la constellation de la Machine pneumatique. La distance moyenne entre ce groupe et la Voie lactée est d'environ 51,8 Mpc (∼169 millions d'al). 

## Membres
Le tableau ci-dessous liste les sept galaxies du groupe indiquées dans l'article de A.M. Garcia paru en 1993.   
| Nom        | Class.       | Type                  | α (J2000.0)   | δ (J2000.0)  | Vitesse radiale (km/s) | m            | Distance (Mpc) | Diamètre (kal) |
| ---------- | ------------ | --------------------- | ------------- | ------------ | ---------------------- | ------------ | -------------- | -------------- |
| NGC 3249   | SAB(rs)cd?   | Spirale intermédiaire | 10h 26m 22.2s | -34° 57′ 49″ | 3406 ± 4               | 12,9         | 55,0 ± 3,9     | 179            |
| NGC 3257   | SAB(s)0-     | Lenticulaire          | 10h 28m 47.1s | -35° 39′ 29″ | 3237 ± 15              | 13,1         | 52,5 ± 3,7     | 118            |
| NGC 3275   | SB(r)a       | Spirale barrée        | 10h 30m 51.8s | -36° 44′ 13″ | 3211 ± 40              | 11,8         | 52,0 ± 3,7     | 151            |
| NGC 3281   | SA(s)ab pec? | Spirale               | 10h 31m 52.1s | -34° 51′ 13″ | 3200 ± 22              | 11,7         | 52,0 ± 3,7     | 214            |
| ESO 375-26 | Sbc?         | Spirale               | 10h 27m 02.5s | -36° 13′ 41″ | 3131 ± 3               | 11,35 ± 0,15 | 50,9 ± 3,6     | 123            |
| ESO 375-62 | S0?          | Lenticulaire          | 10h 32m 48.7s | -34° 23′ 58″ | 3023 ± 45              | 13,19 ± 0,09 | 49,4 ± 3,5     | 60             |
| ESO 375-69 | S?           | Spirale               | 10h 35m 18.7s | -36° 52′ 43″ | 3145 ± 5               | 13,46 ± 0,09 | 51,1 ± 3,6     | 49             |

Le site DeepskyLog permet de trouver aisément les constellations des galaxies mentionnées dans ce tableau ou si elles ne s'y trouvent pas, l'outil du site constellation permet de le faire à l'aide des coordonnées de la galaxie. Sauf indication contraire, les données proviennent du site NASA/IPAC. 